# Eduard Morgenstern
Eduard Morgenstern (* 10. November 1800 in Sandersleben; † 20. März 1867 in Leipzig) war ein Doktor der Rechte, sächsischer Hofrat und Universitätsrichter in Leipzig.

## Leben

### Herkunft und Familie
Eduard war der Sohn des Justizamtmanns in Sandersleben Johann Andreas Morgenstern (1752–1809) und der Johanna Maria Bach (* 1766). Der Regierungs- und Konsistorialpräsident in Dessau Leopold von Morgenstern (1790–1864) war sein Bruder und zweiter Schwiegervater. Der sächsische Amts- und Kreishauptmann Kurt Morgenstern (1861–1945) war sein Enkel.
Er vermählte sich in erster Ehe mit Julie Nörner († 1847) und in zweiter Ehe am 30. August 1849 mit seiner Nichte Berta von Morgenstern (1825–1901). Aus jeder Ehe sind jeweils eine Tochter und ein Sohn hervorgegangen.
Eduard Morgenstern und seine zweite Frau Berta wurden im Morgensternschen Erbbegräbnis in der II. Abteilung des Neuen Johannisfriedhofs beerdigt.

### Werdegang
Morgenstern beschloss sein Studium der Rechtswissenschaften an der Universität Leipzig mit der Verteidigung seiner Dissertation am 5. Februar 1829. Von 1839 bis 1843 war er Gerichtsverwalter in Gaschwitz, Gautzsch und Schönau. Seit 1846 bekleidete er die Stellung des Universitätsrichters in Leipzig. 1847 war er bereits zum Hofrat avanciert. Spätestens 1852 war er auch Deputierter beim Kriminal- und Polizeiamt in Leipzig.
Nach dem Tod seines Bruders Leopold von Morgenstern im Jahr 1864 verwaltete Eduard Morgenstern die von jenem ins Leben gerufene Stiftung, deren Verwaltung nach Eduard Morgensterns Tod 1867 dem Leipziger Rat übertragen wurde.

## Werke
- De origine et ambitu regulae contumacia non accusata non nocent. Dissertation, Leipzig 1829